# 梅伦巴赫-格拉斯巴赫
梅伦巴赫-格拉斯巴赫（德語：Mellenbach-Glasbach，發音：[ˈmɛlənbax ˈɡlaːsbax]）是德国图林根州萨尔费尔德-鲁多尔施塔特县曾经的一个市镇，面积8.82平方千米，2017年12月31日人口为930人。2019年1月1日，梅伦巴赫-格拉斯巴赫与另外2个市镇合并为新市镇施瓦察塔尔。